# Pygommatius litoreus
Pygommatius litoreus là một loài ruồi trong họ Asilidae. Pygommatius litoreus được Scarbrough & Marascia miêu tả năm 2003.